# FK Lipawa
FK Lipawa (łot. Futbola Klubs Liepāja) – łotewski klub piłkarski, mający siedzibę w Lipawie, w zachodniej części kraju.

## Historia
Klub został założony na początku 2014 roku jako FK Lipawa (łot. FK Liepāja), po tym jak w styczniu 2014 roku Metalurgs Lipawa zakończył swoją działalność po ogłoszeniu przez właściciela klubu upadłości. W 2014 zespół jako jego spadkobierca zajął miejsce Metalurgsa i debiutował w najwyższym poziomie rozgrywek ligowych na Łotwie.

## Sukcesy

### Trofea krajowe
| \| \| Zdobyte trofea w rozgrywkach Łotwy (stan na: 01-12-2022) \| |                                                          |      |            |
| Rozgrywki                                                         | Osiągnięcie                                              | Razy | Sezon(y)   |
| Mistrzostwo                                                       | I miejsce                                                | 1    | 2015       |
| Mistrzostwo                                                       | II miejsce                                               | 0    |            |
| Mistrzostwo                                                       | III miejsce                                              | 1    | 2021       |
| · Puchar                                                          | zdobywca                                                 | 2    | 2017, 2020 |
| · Puchar                                                          | finalista                                                | 1    | 2021       |
| · Puchar                                                          | półfinalista                                             | 1    | 2015       |
| II liga                                                           | I miejsce                                                | 0    |            |
| II liga                                                           | II miejsce                                               | 0    |            |
| II liga                                                           | III miejsce                                              | 0    |            |
| Łotwa                                                             | Zdobyte trofea w rozgrywkach Łotwy (stan na: 01-12-2022) |      |            |

## Stadion
Klub rozgrywa swoje mecze domowe na stadionie Daugava w mieście Lipawa, który może pomieścić 5 008 widzów.

## Europejskie puchary
Legenda do wszystkich tabel:
- Q – runda eliminacyjna, 1/16, 1/8, 1/4, 1/2 – odpowiednia faza rozgrywek, Grupa – runda grupowa, 1r gr – pierwsza runda grupowa, 2r gr – druga runda grupowa, F – finał, R – runda, PO – play-off
- k. – rzuty karne, los. – losowanie, Dogr. – dogrywka, w. – zasada bramek strzelonych na wyjeździe

| Sezon   | Rozgrywki               | Runda | Klub              | Dom | Wyjazd | Ogólnie     |
| ------- | ----------------------- | ----- | ----------------- | --- | ------ | ----------- |
| 2016/17 | Liga Mistrzów           | 2Q    | Red Bull Salzburg | 0–2 | 0–1    | 0–3         |
| 2017/18 | Liga Europy             | 1Q    | Crusaders         | 2–0 | 1–3    | 3–3, w.     |
| 2017/18 | Liga Europy             | 2Q    | Sūduva Mariampol  | 0–2 | 1–0    | 1–2         |
| 2018/19 | Liga Europy             | 1Q    | Häcken            | 0–3 | 2–1    | 2–4         |
| 2019/20 | Liga Europy             | 1Q    | Dynama Mińsk      | 1–1 | 2–1    | 3–2         |
| 2019/20 | Liga Europy             | 2Q    | IFK Norrköping    | 0–1 | 0–2    | 0–3         |
| 2021/22 | Liga Konferencji Europy | 1Q    | FK Struga         | 1–1 | 4–1    | 5–2         |
| 2021/22 | Liga Konferencji Europy | 2Q    | CSKA Sofia        | 0–0 | 0–0    | 0–0, k: 1–3 |
| 2022/23 | Liga Konferencji Europy | 1Q    | KF Gjilani        | 3–1 | 0–1    | 3–2         |
| 2022/23 | Liga Konferencji Europy | 2Q    | BSC Young Boys    | 0–1 | 0–3    | 0–4         |
| 2024/25 | Liga Konferencji        | 1Q    | Víkingur Gøta     | 1–1 | 0–2    | 1–3         |